# Roland Leyer
Roland Leyer (* 27. Juli 1965 in Augsburg) ist ein deutscher Stuntman, Stuntcoordinator, Regisseur und Geschäftsführer der final moment Productions.

## Leben
Zunächst machte Roland Leyer eine Ausbildung zum Stahlbetonbauer, wurde dann Vermögensberater und gründete ein eigenes Reiseunternehmen, das auf Reisen mit dem Mountainbike, Rafting und Trekking spezialisiert war. Sein Debüt als Stuntman hatte er 1994 für die Firma action concept. Mit dem Erfolg der Serie Alarm für Cobra 11 – Die Autobahnpolizei wuchs auch seine Verantwortung. Zunächst übernahm er innerhalb des Teams Aufgaben als Stuntcoordinators und ließ sich im weiteren Verlauf zum Action-Regisseur ausbilden. Als Regisseur arbeitet er insbesondere an Fernsehserien.

## Filmografie
Als Stuntman
- 1996–2000 Der Clown
- 1996–2002 Alarm für Cobra 11 – Die Autobahnpolizei

Als Regisseur
- 2000 Alarm für Cobra 11 (Pilotfilm) – Actionregie
- 2001–2011 Alarm für Cobra 11 (40 Folgen) – Actionregie
- 2002–2010 Wilde Engel (10 Folgen) – Actionregie
- 2003 Der Clown – Actionregie
- 2004 Kimme und Dresche – Actionregie
- 2004 Crazy Race – Actionregie
- 2005 Final Contract – Actionregie
- 2005 München 7 – Actionregie
- 2006 Nemesis – Actionregie
- 2006 FTL – Regie
- 2006 Gib Dir den Kick – Regie
- 2007 Decker der Trucker – Co-Regie
- 2007 Ausbilder Schmidt (Der Film) – Actionregie
- 2007 Schau nicht weg (Kurzfilm) – Regie
- 2007 Das Leben ohne Freiheit – Regie
- 2008 Lasko – Die Faust Gottes – Co-Regie
- 2008 Am seiden Faden – Regie
- 2008 Abenteuer Leben – Regie
- 2008 Krone Werbefilm – Regie
- 2008 Mini Cooper – Regie
- 2009 Pollution Police – Regie
- 2009 Bund für’s Leben – Buch / Regie
- 2010–2015 Vox auto mobil – Actionregie
- 2010 MEK 8 (6 Folgen) – Regie
- 2011–2012 Die Bergretter (10 Folgen) – Actionregie / Regie
- 2011 Schloss Drachenburg – Regie
- 2013 Minimax – Regie
- 2013 VW Roadshow – Regie
- 2012–2013 Der Bergdoktor – Actionregie / Regie
- 2013 Die 360 Grad Drehung – Actionregie
- 2014 MAN Efficiency meets Performance – Regie
- 2014 Krone Werbefilm – Regie
- 2015 Allein gegen die Zeit – Actionregie
- 2015 Anwälte der Toten (8 Folgen) – Regie
- 2016 AEZ Krimi Imagefilm – Regie
- 2016 MAN More Power – Regie

## Auszeichnungen
- 2003 Der Clown – Taurus World Stunt Award – Beste Action
- 2004 Wilde Engel – Taurus World Stunt Award – Beste Action
- 2007 Schau nicht weg – San Francisco Film Festival nominiert
- 2008 Mini Cooper – Kreative Wettbewerbe Ehre und Karriere 1. Platz
- 2011 Schau nicht weg – Vorführung im Rahmen der Berlinale
- 2011 Bund fürs Leben – Vorführung im Rahmen der Berlinale
- 2011 Schloss Drachenburg Imagefilm – Golden City Gate International
- 2015 MAN Efficiency meets Performance
- - Quester Award in Silber
- - World Media Festival Award Winner Gold
- - Galaxy Award
- - Corporate Media Award of Master